# Buglossoporus malesianus
Buglossoporus malesianus är en svampart som beskrevs av Corner 1984. Buglossoporus malesianus ingår i släktet Buglossoporus och familjen Fomitopsidaceae.   Inga underarter finns listade i Catalogue of Life.